# Orange Walk People's Stadium
O Orange Walk People's Stadium está localizado em Orange Walk, Belize. Atualmente é usado principalmente para jogos de futebol e é o estádio para do Juventus na Belize Premier Football League (BPFL) da Federação de Futebol de Belize, bem como práticas de corridas de cavalos e de tênis.